# 권도균
권도균(1988년 9월 3일 ~ )은 대한민국의 배우이자 모델이다.

## 학력
- 국민대학교 연극영화과

## 출연작

### 드라마
- 《오랫동안 당신을 기다렸습니다》 (2023년, ENA) - 박도혁 역
- 《밥이 되어라》 (2021년, MBC) - 강준영 역
- 《시크릿 마더》 (2018년, SBS) - 민태환 역
- 《20세기 소년소녀》 (2017년, MBC) - 어린 정우성 역
- 《두근두근 스파이크 2》 (2016년, 웹드라마)
- 《다 잘될 거야》 (2016년, KBS2)
- 《웹툰히어로 툰드라쇼 - 조선왕조실톡》 (2015년, MBC Every1) - 헌종 역

### 뮤직비디오
- 윤민수 - 애한

### 광고
- 롯데리아
- 덴티스테
- 에잇세컨즈
- 카스 비츠
- 기아자동차 멤버쉽
- 아웃백
- SK스마트빔
- 베지밀
- LG유플러스
- 모바사커

## 음반
- One O One - Love You (2015년)
- One O One - 마비가 됐어 (2015년)
- One O One - You Are My Light (2016년)